# La fàbrica de les pandèmies
La fàbrica de les pandèmies (títol original en francès, La Fabrique des pandémies) és una pel·lícula documental francès dirigit per Marie-Monique Robin i estrenat l'any 2022. Es basa en el llibre La Fabrique des pandémies: Préserver la biodiversité, un impératif pour la santé planétaire escrit en col·laboració amb Serge Morand. S'ha doblat al català pel canal 33 en format de minisèrie de dos capítols.
Es va exhibir per primer cop al 22 d'abril de 2022 a la seu de la UNESCO de París. El 22 de maig es va estrenar a Ushuaïa TV.

## Sinopsi
A causa del col·lapse de la biodiversitat perpetrat per l'espècie humana, les pandèmies es multipliquen com el SARS, la COVID-19 i afecten tota la Terra.